# Gorur, Hassan
Gorur là một làng thuộc tehsil Hassan, huyện Hassan, bang Karnataka, Ấn Độ.